# 329 (číslo)
Tři sta dvacet devět je přirozené číslo, které následuje po čísle tři sta dvacet osm a předchází číslu tři sta třicet. Římskými číslicemi se zapisuje CCCXXIX a řeckými číslicemi τκθ.

## Matematika
329 je:
- Poloprvočíslo
- Šťastné číslo
- Součet tří po sobě jdoucích prvočísel (107 + 109 + 113)

## Astronomie
- (329) Svea je planetka hlavního pásu, kterou objevil v roce 1892 Max Wolf

## Doprava
- Silnice II/329 je česká silnice II. třídy vedoucí na trase I/12 – Plaňany – Pečky – Písková Lhota peáž s II/611 Poděbrady – Netřebice – Křinec[1][2][3]

## Roky
- 329
- 329 př. n. l.